# 毛懋卿
毛懋卿（1876年—1969年），名鸿文，学名秉礼，字懋卿、楙卿，浙江奉化人，中华民国政治人物，银行家，生物学家。

## 家世
生于浙江省宁波府奉化县岩头乡岩头村。父亲毛鼎和。毛懋卿是毛福梅的二哥，因而是蒋中正的内兄（长蒋中正10岁），蒋经国的娘舅。长兄毛怡卿，商人，中年过世。长妹毛英梅，嫁宋孟果（奉化下跸驻人）为妻，家庭主妇，终老奉化，有子宋继尧、宋继坤（娶毛裔凤）、宋继修，孙宋时选。二妹毛福梅，为蒋中正元配，诞子蒋经国。

## 生平

### 清末民国
早年在奉化私塾学习，成绩优异，考中清末秀才。后考入北京高等警官学校。毕业后回到家乡任职，曾任慈溪县（今慈溪市）警察所长。
蒋中正追随孙中山革命，赴广州组建黄埔军校，并担任校长。蒋中正邀请毛懋卿赴广州，出任黄埔军校总务长，与周恩来（当时黄埔军校的政治部主任），叶剑英、聂荣臻、萧楚女、恽代英（均为黄埔军校当时的教官）为同事，相处融洽。后奉命出任广东东莞县县长，但不久后因厌倦官场黑暗，辞职回到家乡蛰居，居所在今宁波市英烈街53号，并给自己的寓所起名“懋庐”。曾任宁波公安局局长。
后转为经商，热衷实业。1932年10月，创办了鄞奉长途汽车股份有限公司，并担任常务董事兼总经理。兼任宁波通利源榨油公司董事。
抗日战争时期，追随蒋经国赴江西，担任赣州中国银行常务董事，中国农民银行赣州支行经理。曾兼任中国农民银行常务董事，中国农民银行浙闽督察专员。

### 中华人民共和国
中华人民共和国成立后，毛懋卿仍经营鄞奉长途汽车公司，参与1956年公私合营，留任公司领导。1957年，参与发起宁波市中国国民党革命委员会（“民革”），并担任宁波市民革委员。后任宁波市政协委员，浙江省政协委员。
1959年，应昔日同事周恩来总理邀请，赴北京天安门参加中华人民共和国成立10周年庆典观礼，并受到党和国家领导人亲切接见。此后担任第四届全国政协委员。文化大革命时期，受到周恩来特别保护，隐姓埋名，移居江苏无锡太湖边宾馆。
晚年移居上海。1970年，因病逝世于上海华东医院，享寿94岁。身后骨灰安葬家乡宁波鄞县阿育王寺凤凰山脚下。

## 家庭
- 独子：毛善征，香港工商业人士，加拿大国籍。

### 引用
1. ↑  .   [2020-02-09]. （原始内容存档于2021-08-23）.
2. 1 2 3 4  陈礼明 (编). . 奉化新闻网. 2006年5月27日  [2012年1月28日]. （原始内容存档于2013年9月26日） （中文）.
3. ↑  . 凤凰网 读书频道. 2008年8月27日  [2012年1月28日]. （原始内容存档于2013年12月3日） （中文）.